# アンフィポリス
アンフィポリス（古代ギリシア語: Ἀμφίπολις）は、古代ギリシアの都市である。エーゲ海に流れるストリモナス川の、東岸の台地上に紀元前437年に建設され、8世紀頃に廃墟となった。現在のアンフィポリ（ギリシャ語:Αμφίπολη）は、中央マケドニア地方のセレス県の町（デモス）であり、この地域がギリシャ王国領となった時に、古代都市アンフィポリスに因んで町の名称が付けられた。2001年の人口調査によると、人口は3,623人。

## 町の誕生

アンフィポリスの市街地の変遷

考古学の検証によると、アンフィポリスの付近では紀元前3000年頃から人間が居住していたようである。戦略的な地形であったために、この地域は非常に早くから要塞化されていた。資源が豊富なトラキア地方は、パンゲオ山脈から金や銀が産出され、また海軍の建設に必要な木材も多く調達できる地域であり、ペルシアから見ても、アテナイから見ても非常に魅力的な土地であった。またトラキア地方は、スキタイからアテナイへ穀物が供給される海路上にあり、アテナイには特に重要な地域であった。
紀元前513年、ペルシア軍はトラキアの鉱山を掌握し、トラキア人たちに銀で税を納めるように強要した。紀元前480年にはペルシア王のクセルクセス1世が川の神への生け贄として、9人の青年と9人の処女を生き埋めにするよう強いた。紀元前480-479年にペルシアが敗退すると、アテナイがトラキアの鉱山を支配、管理しようした。紀元前465年、アテナイ軍はアンフィポリス近くのタソス島を降伏へと追い込み、紀元前436年にはとうとうアテナイがアンフィポリスのストリモナス川近くに町を建築し、資源豊かなトラキアを攻略する足掛かりとした。
紀元前497年にはミレトスの僭主ヒスティアイオスが初めて植民地を建設し、紀元前478年に結成されたアテナイを盟主とするデロス同盟が、トラキア地方の支配を盤石にしようとした。また紀元前465年にはアテナイがエンナ＝ホドイ（「9本の道」という意味）の植民地を建設した。しかし、これらに住んでいた10,000人程の植民者たちは、トラキア人に虐殺される結果となった。ニキアス（en:Nicias）の子ハグノンが指導者であった紀元前437年に、2度目の植民地の建設が同じ場所で行われた。このときアンフィポリス（「町の周り」という意味）という名が付けられた。
この名称については辞書学において多くの議論がなされているが、ストリモナス川が町の2方向を、「町の周り」を囲むようにして流れていることから生まれた、とトゥキュディデスは説明している。また、9世紀に編纂されたエティモロギクム・ゲヌイヌム（en:Etymologicum Genuinum）には、アンフィポリスについて、「アンフィポリスは、アテナイ人もしくはトラキア人の町であり、町がストリュモナス川に囲まれていたことから、かつては『9つの道』と呼ばれていた。」と記載しており、実際の町の位置と一致し、またトゥキュディデスの説とも重なっている。スーダ辞典やフォティオスの辞書においては別の説が言及されており、ペリアンドロス（en:Periander）の息子マルシュアスによると、住民の大部分が「町の周り」に居住したことから生まれたようであるという説が記載されている。しかし、最も有力な説はユリオス・ポリュデウケスによって提唱されたもので、「町の周り」に地峡があることから生まれた、という説である。
その後アンフィポリスの住民のうち、アテナイ人はごく少数であったが、アテナイのトラキア地方における重要拠点であることからペロポネソス戦争では必然的に支配する側であるアテナイの味方であった。ところがスパルタの将軍ブラシダスは、アテナイの強欲さや残忍さに多くのトラキア人たちが辟易しているのに目をつけ、これを利用することを思いつく。 
紀元前424年の冬、重装歩兵1000人とヘイロタイ700人を率いたブラシダスはアンフィポリスに到着すると、戦うことなく平和裏に都市を奪いたいと城壁から通告。また、立ち去りたい住民は無条件で通行を許し、一方でスパルタに協力する者に危害は加えないことを約束した。アンフィポリスに住むトラキア人はむしろこの申し出に喜び、こうしてブラシダスは無血でアンフィポリスを占領した。 
アテナイはブラシダスのアンフィポリスの進軍をまったく予期しておらず、知らせを聞いたアテナイが救援軍を派遣した頃には、ブラシダスは近隣の部族(トラキアの部族であるエドニア人とカルシディア人)と同盟を結んでいた。アテナイ軍を率いていたストラテゴスのトゥキディデス将軍は、タソス島から半日かけてエイオン（en:Eion）の港に到着したものの、アンフィポリスを奪回することはかなわなかった。そのため、アンフィポリスを失ったのはトゥキディデスのせいであるとしたアテナイの政治家たちは、彼を陶片追放で追放した。一方で、その功績にもかかわらずスパルタから援軍を得られなかったブラシダスは、少ない兵士でアンフィポリスを手放さないために苦慮し、アテナイ側と休戦交渉を結ぼうとする。アテナイの政治家ニキアスはブラシダスと同様、和平交渉を望んだが、アテナイの政治家で将軍でもあったクレオンは戦争を扇動し、一躍民衆の人気者となる。
はたして次のアンフィポリス救援軍の司令官となったクレオンは紀元前422年にアンフィポリスの戦い（en:Battle of Amphipolis）を開戦する。しかしブラシダスの奇襲を受けて敗走する羽目に陥ったクレオンは、追撃するトラキア人によって殺害され、ブラシダスもまた頭部に負傷して戦死した。ブラシダスはアンフィポリスで英雄として埋葬され手厚く葬られた。そのためいまでもアンフィポリスはブラシダスこそが町の創設者だとされている。 その後アンフィポリスは独立を保ち続けたが、マケドニア王国のピリッポス2世によって、アテナイの援助の甲斐なく攻略された。

## アテネの植民地からローマ属州へ

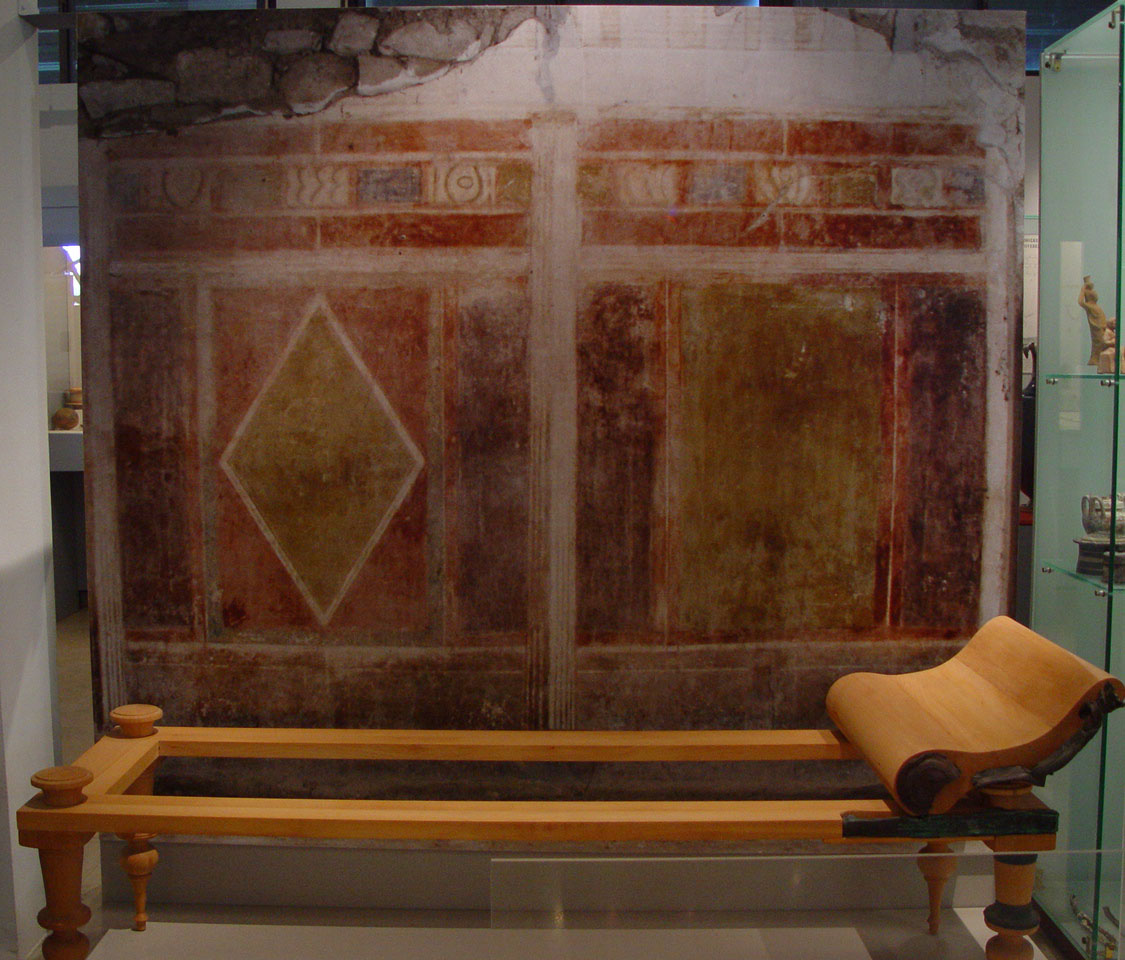
旧邸宅のフレスコ画

紀元前357年にピリッポス2世はアンフィポリスを征服したが、アテナイはアンフィポリスの奪回を初めのうちはしようとしなかった。歴史家テオポンポス（en:Theopompus）によると、アテナイとピリッポス2世との間で密約が交わされており、ピュドナ（en:Pydna）の町と攻略したアンフィポリスの町を交換するという約束であった。しかし、ピリッポスはこの密約を破り、アンフィポリスを譲ることを拒否し、ピュドナの町を包囲した。
アンフィポリスはピリッポスに攻略されると、すぐにマケドニア王国に併合されなかった。それどころか町の制度やある程度の自治権も残されたのであった。しかしその一方で、多くのマケドニア人統治者をアンフィポリスに送り、多くの点で町を効率的に「マケドニア化」したのであった。用語や暦などがマケドニアのものに代えられ、通貨も今まで使用していたドラクマ硬貨から、スタテル金貨に置き換えられた。アレクサンドロス3世（大王）の治世においては、アンフィポリスは重要な海軍基地の一つとなり、有名なマケドニア王国の3人の提督である、ネアルコス、アンドロステネス、ラオメドンを生むことになった。また彼らはアンフィポリスで埋葬されることにもなった。
アンフィポリスはその後、マケドニア王国における「王の道」、後には南バルカン地域を横断するローマ帝国のエグナティア街道となる道、の主要な宿駅となった。これはピリッポイとアンフィポリスの町の間で、アンフィポリスまでの距離が彫られた石が発見されたことが証明している。この時代の遺跡としては、町の城壁とギムナジウム、それに邸宅にあるフレスコ画ぐらいしか残っていない。当時の町の構造はあまり知られていないが、ピリッポス5世の軍令などの豊富な文書を解析した現在の研究によると、アンフィポリスの町は非常にいい形をしていたようである。
紀元前168年にピュドナの戦いで共和政ローマがマケドニア王国に勝利すると、マケドニア王国は「メリデス」と呼ばれる小さな4つの共和国に分割され、アンフィポリスはそのうちの1つの首都となった。この「メリデス」はローマの同盟国となり、その後マケドニア属州の一部となった。

## 古代後期の再興

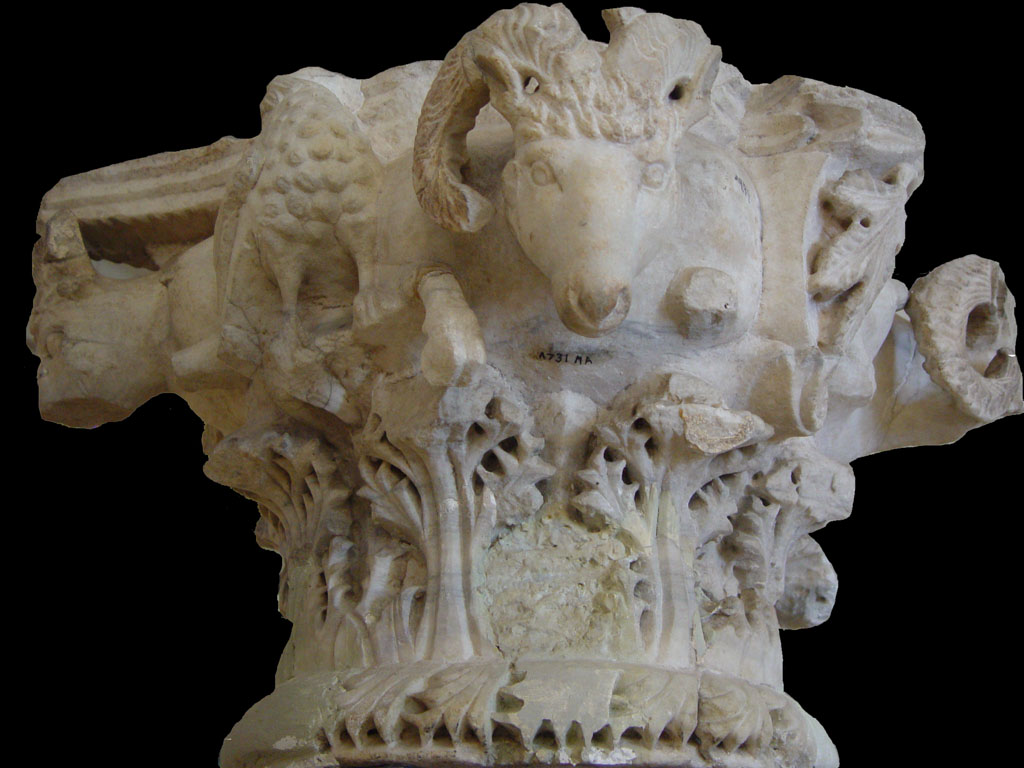
バシリカの円柱

古代後期のアンフィポリスは、経済的に繁栄し続けたマケドニア地域の影響を受けて、豊かであった。多くのキリスト教の教会がアンフィポリスに建設されていることからも窺える。しかしそれらの教会は町のアクロポリスの城壁の内側にしか建設されておらず、城壁の外側は防御が不十分であったことが分かる。こういう理由から町の人口はかなり減少した。
それにもかかわらず、5世紀から6世紀にアンフィポリスに建設された教会は数も多く、大きさも質もかなり良いものが多い。モザイク画が床に描かれ、円柱の頭を雄ヒツジの形に施すなどの、彫刻が散りばめられた4つのバシリカは、教会の中心部が六角形の形をしており、ラヴェンナの聖ヴィタリスのバシリカのようである。このような豪華な教会が小さな町であるアンフィポリスに建設された理由として、歴史家アンドレ・ブーランジェは、ローマ帝国末期において富裕階層が地元の慈善事業に資金を投じることで、その地域における中心の教会となり、その結果その町が中心都市となることを願ったからだという。アンフィポリスはテッサロニキの属主教座が置かれ、533年に初めてアンフィポリス主教が言及されることになる。

## 市街地の減少と町の消滅

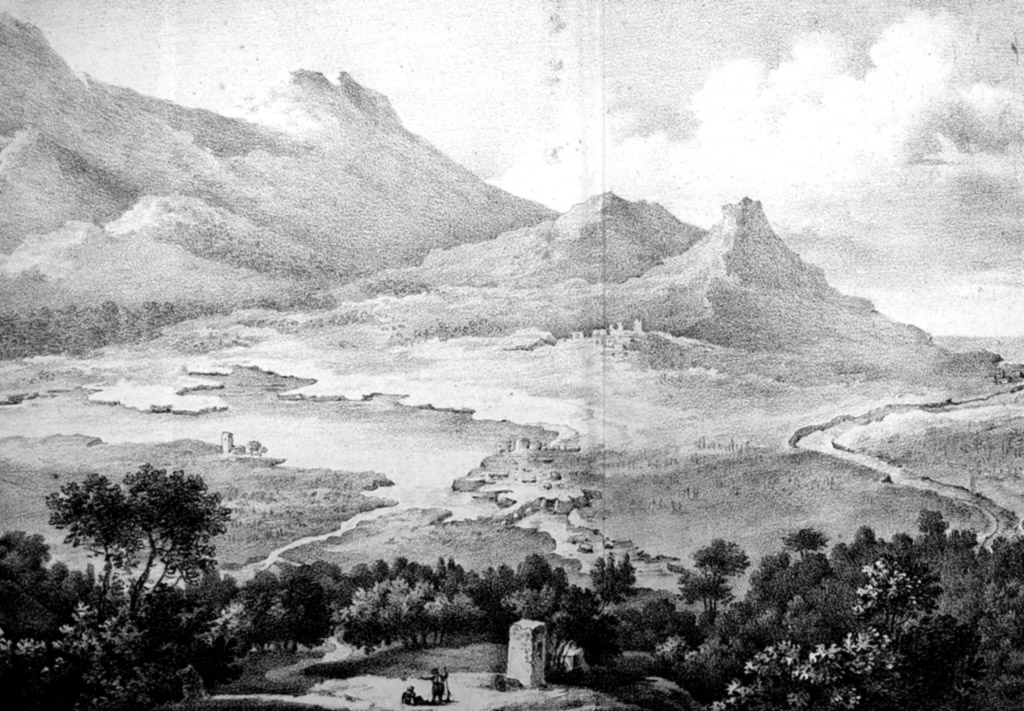
アンフィポリスの遠景

6世紀末にはスラヴ人が侵略し始め、アンフィポリスの住民の生活を脅かすようになった。住民はアクロポリスの外には居住しなくなり、城壁はある程度修復された。7世紀中ごろには、町を要塞化する必要から、さらに市街地が減少し、五角形の塔を持つ城壁が建造された。この時、アクロポリスや公衆浴場、バシリカなどの上に城壁が建設されることとなった。
アンフィポリスの町は、787年の主教が最後であることから、8世紀頃に放棄されたと思われる。おそらくアンフィポリスの住民は、古代のエイオンの近くに建設された港町で、東ローマ帝国時代に要塞化されたフリソポリスに移住したと思われる。フリソポリスはオスマン帝国時代に放棄されるまでは、ある程度繁栄した町であった。アンフィポリスの地域が最後に歴史に登場するのは1367年であり、アトス山のパントクラトル修道院を守るために、防御塔が建設された時である。

## 町の「再発見」
19世紀にこの地域は、多くの旅行者や考古学者らに「再発見」された。1934年にはアテネ・フランス人学校（en:École française d'Athènes）のM.フェイェルは金石学の授業でこの地を訪れ、ライオンの像の残骸を発見した。 しかし、本格的に発掘が始まったのは、第二次世界大戦が終わってからのことであった。アテネ考古学協会のD.ラザリディスによる、1972年と1985年の発掘で、共同墓地や、旧市街の遺跡、バシリカ、アクロポリスの跡などが発見された。
1970年代に、アンフィポリス古墳の北約5kmに位置する「ヒル133」の土塁に遺構が⾒つかっていたが、2014年から続いている発掘によって多くの重要な発⾒がなされ、これがギリシャ最大の墓であることが判明し、カスタの墓（またはアンフィポリスの墓）と呼ばれている。当初はその大きさからアレキサンダー大王の墓であろうと推察されていたが、発掘チームは、カスタ土塁で発掘された調査結果に基づいて、墓はアレクサンダー大王の盟友、ヘファイエスティオンに捧げられた記念碑であると主張している。

## 著名な出身者

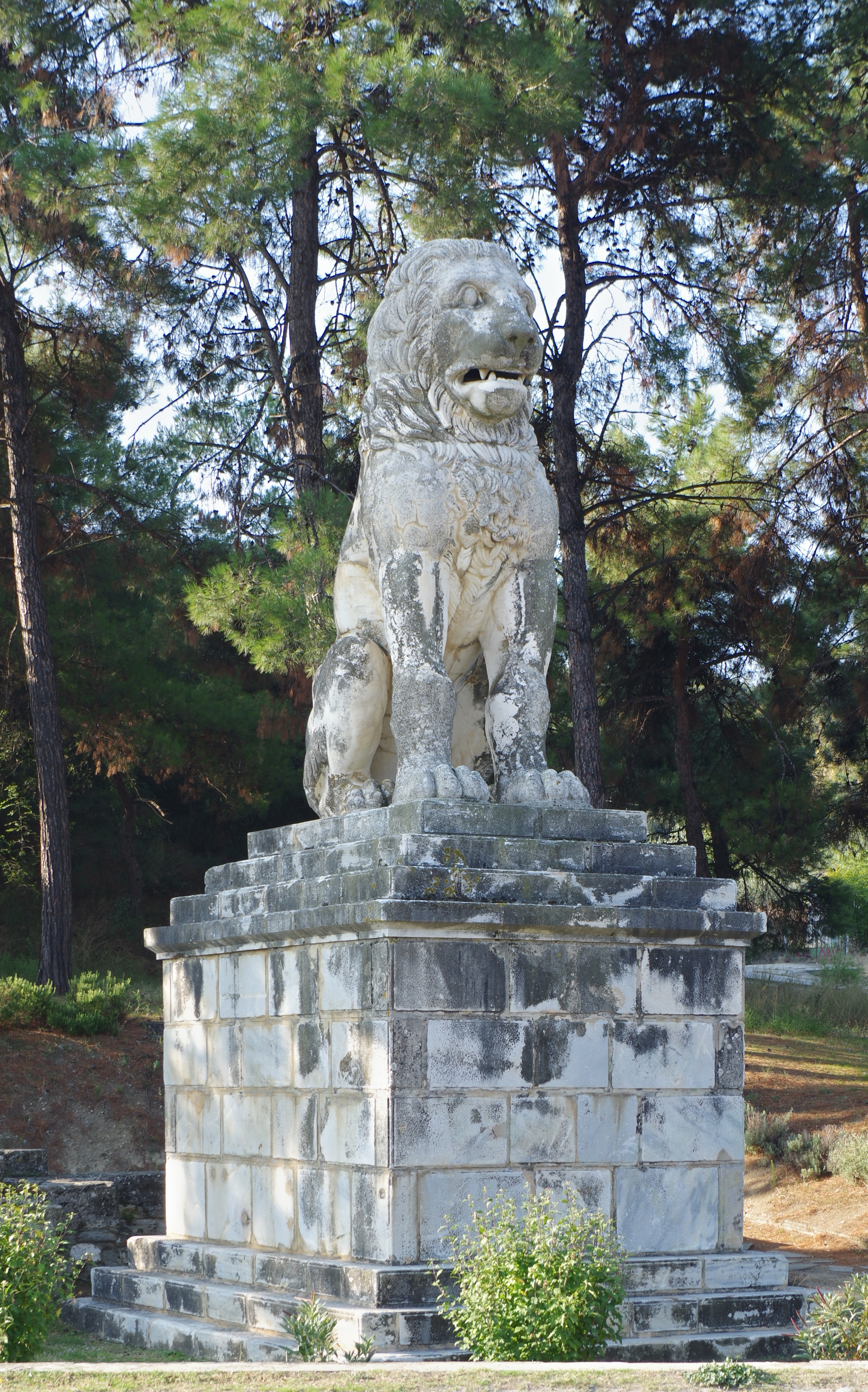
復元されたライオン像

- アンフィポリスのデメトリオス (紀元前4世紀頃、プラトンの弟子)
- ゾリオス (紀元前400年-紀元前320年、文法学者・キュニコス派哲学者)
- アエティオン (紀元前3世紀、彫刻家)

## 参考
1. ↑  トゥキュディデス I, 100, 3
2. ↑  Thucydides, The Peloponnesian War
3. ↑  http://perseus.mpiwg-berlin.mpg.de/cgi-bin/ptext?doc=Perseus%3Atext%3A1999.01.0200;query=chapter%3D%23471;layout=;loc=4.105.1 Thucydide, IV.105.1=4.105
4. ↑  Thucydides, The Peloponnesian War
5. ↑  https://books.google.com/books?um=1&q=Androsthenes+Thasos&btnG=Search+Books
6. ↑  Bulletin de Correspondance Hellénique （フランス語）